# Honest Thief
Honest Thief (titulada Venganza implacable en Hispanoamérica y Un ladrón honesto en España) es una película estadounidense de acción y suspenso de 2020 dirigida por Mark Williams, a partir de un guion de Williams y Steve Allrich. La película está protagonizada por Liam Neeson, Kate Walsh, Jai Courtney, Jeffrey Donovan, Anthony Ramos y Robert Patrick, y sigue a un exladrón de bancos que decide entregarse al FBI, solo para que los agentes corruptos le tiendan una trampa.
Venganza Implacable se estrenó en cines, incluso en IMAX, en Estados Unidos el 16 de octubre de 2020, de la mano de Open Road Films y Briarcliff Entertainment. La película recibió críticas mixtas de los críticos, que alabaron la actuación de Neeson pero señalaron la familiaridad de la película.

## Argumento
Tom Dolan, un ex marine estadounidense y experto en demoliciones, se ha convertido en un experto ladrón que se ha ganado el apodo de "bandido" por su astucia a la hora de robar grandes cantidades de dinero que nunca gasta, ya que Tom lo hace por la emoción que le producen los robos. Pasa página cuando conoce y se enamora de Annie Wilkins, una estudiante de psicología que trabaja en un almacén.
En su relación, Tom intenta entregarse al FBI a cambio de una corta condena para poder dejar atrás su pasado criminal. El agente del FBI Sam Baker se desentiende de él, ya que ha recibido varias confesiones falsas en el pasado, y envía a sus subordinados John Nivens y Ramon Hall a entrevistarlo. Tom les dirige a la unidad de almacenamiento donde está escondido su dinero, pero Nivens convence a Hall para que roben el dinero y se lo queden ellos. Nivens y Hall se enfrentan a Tom a punta de pistola en su hotel, donde revela que tiene dos tercios del dinero escondidos en otro lugar como moneda de cambio, pero Baker llega inesperadamente; Nivens asesina a Baker, y Tom se ve obligado a huir con Annie cuando ésta también llega al hotel.
Tom se lo cuenta todo a Annie y le ordena que huya, temiendo por su seguridad. Sin embargo, vuelve a la unidad de almacenamiento para conseguir las pruebas de la cámara de seguridad que muestran a Nivens y Hall robando el dinero. Nivens y Hall aparecen y Nivens deja inconsciente a Annie, pero un Hall cada vez más reacio le hace creer que está muerta y se lleva las pruebas, sin que Nivens lo sepa. Tom encuentra a Annie y la lleva corriendo al hospital. A continuación, escapa de la persecución policial, derrota a Sean Meyers, compañero de Baker, en una pelea a puñetazos y le cuenta lo que realmente sucedió antes de escapar. Nivens va al hospital para matar a Annie, pero no puede acercarse a ella porque Meyers está en su habitación. Posteriormente, Meyers se da cuenta de que Tom está diciendo la verdad tras ver que la historia de Nivens no cuadra y devolverle la pistola de Hall que Tom le había dado a Meyers, descargada, como prueba durante su pelea.
Tom tiende una emboscada a Hall en su casa y le convence de que le entregue las imágenes de seguridad y la ubicación del piso franco donde se guardaba el dinero. Hall advierte a Tom de que la vida de Annie está en peligro y Tom saca a Annie del hospital y la lleva a un lugar seguro antes de destruir la casa de Nivens. Tom envía entonces a Annie para que le entregue a Meyers las imágenes de seguridad y le conduzca hasta el resto del dinero en otro almacén como muestra de buena fe. Nivens huye al piso franco y se reúne con Hall, donde Tom se enfrenta a ellos. Cuando Nivens descubre que Hall entregó las grabaciones de seguridad, lo asesina con furia, hiere a Tom y escapa. Anticipándose a sus acciones, Tom coloca una bomba falsa en el coche de Nivens, lo que le obliga a llamar a los artificieros para que la desactiven. Meyers hace detener a Nivens y recupera el dinero robado de su coche. Después de que Nivens se haya ido, se revela que Tom hizo que el arrepentido Hall mantuviera una grabadora de voz oculta en su cuerpo que había captado a Nivens confesando el asesinato de Baker, así como a Nivens asesinando a Hall.
Meyers recibe la grabadora de voz, que exonera a Tom del asesinato de Baker. Con su nombre exonerado de los cargos de asesinato, Tom se entrega y Meyers promete intentar conseguir una sentencia más leve para Tom. Meyers expresa su respeto por las acciones de Tom, tanto al acabar con Nivens como al entregarse por Annie, sugiriendo que en otras circunstancias, Tom sería un buen agente del FBI.

## Reparto
- Liam Neeson como Tom Carter.
- Kate Walsh como Annie Sumpter, el interés amoroso de Tom.
- Jai Courtney como John Nivens, un agente corrupto del FBI.
- Jeffrey Donovan como Tom Meyers, un agente del FBI.
- Anthony Ramos como Ramon Hall, un agente corrupto del FBI y socio de John.
- Robert Patrick como Sam Baker, un agente del FBI.
- Jasmine Cephas Jones como Beth Hall.

## Producción
El 12 de octubre de 2018, se anunció que Liam Neeson y Kate Walsh interpretarían al ladrón de bancos Tom Carter y su interés amoroso Annie, respectivamente, en la película de suspenso Honest Thief con Mark Williams dirigiéndola, mientras que en conversaciones para otros papeles estaban Jai Courtney y Jeffrey Donovan. Tai Duncan, Myles Nestel, Williams y Craig Chapman producirían la película. Courtney y Donovan fueron confirmados junto con Anthony Ramos, y Robert Patrick se agregó al elenco en noviembre, y la filmación comenzó el 5 de noviembre. La película, ambientada en Boston, se rodó en Worcester, Massachusetts y sus alrededores.

## Estreno
En enero de 2020, Briarcliff Entertainment adquirió los derechos de distribución de la película y la fijó para su estreno el 4 de septiembre de 2020. Luego se reprogramó su lanzamiento el 9 de octubre de 2020. En junio de 2020, se anunció que Open Road Films distribuiría conjuntamente la película con Briarcliff. Después de ser retirado temporalmente del calendario debido a la pandemia de COVID-19 en curso, el estreno de la película en los Estados Unidos se fijó para el 16 de octubre de 2020. Debido a la falta de competencia de gran presupuesto, la película también se proyectó en cines IMAX y Dolby.

## Recepción

### Taquilla
Venganza Implacable ha recaudado $14.2 millones en Estados Unidos y Canadá, y $15.9 millones en otros territorios, para un total mundial de $30.1 millones.
En Estados Unidos, la película recaudó $1.3 millones en 2425 cines en su primer día, incluidos $225,000 dólares de las proyecciones de preestreno del jueves por la noche. A continuación, se estrenó con $3.6 millones, o $4.1 millones incluyendo el fin de semana de apertura de Canadá la semana anterior, encabezando la taquilla. En su segundo fin de semana, la película hizo $2.4 millones, manteniéndose en el primer puesto, antes de ser destronada por la recién llegada Come Play en su tercer fin de semana.

### Crítica
En el agregador de reseñas Rotten Tomatoes, la película tiene una calificación de aprobación del 40% basada en 75 reseñas, con una calificación promedio de 4.85/10. El consenso de los críticos del sitio web dice: "Culpable de despilfarro en primer grado, Venganza Implacable devuelve a Liam Neeson al modo thriller de acción de último período, pero se niega a proporcionar gran parte de la historia". En Metacritic, tiene una puntuación media ponderada de 45 de 100, sobre la base de 19 críticas, que indica "opiniones mixtas o medias". Según PostTrak, el 75% de los miembros de la audiencia le dio a la película una puntuación positiva y el 53% dijo que definitivamente la recomendaría.
Owen Gleiberman, de Variety, felicitó a Neeson por no llamar por teléfono en su actuación, pero escribió: "Venganza Implacable no es incompetente (para cierto tipo de fanático de la pulp action, ofrece lo suficiente), pero es un caso de libro de texto de una película de acción que realiza las mociones". Escribiendo para The Hollywood Reporter, Frank Scheck dijo que la película" ofrece exactamente lo que esperas "y escribió: "Ejecutando un elegante 90 minutos antes de que salgan los créditos, Venganza Implacable es ciertamente eficiente, si no exactamente original , con el guionista/director Williams infundiéndolo con suficientes toques de carácter extravagantes, como Tom quejándose malhumorado de cuánto odia su apodo de 'In and Out Bandit', para distraer la atención del sentimiento derivado de todo".